# Imposto extraordinário de guerra
Os Impostos extraordinários de guerra são uma modalidade de tributo hipotético autorizado pelo ordenamento jurídico brasileiro. Nos termos do artigo 154, inciso II, da Constituição Brasileira de 1988, estes impostos podem ser instituídos em caso de guerra externa declarada, ou sua iminência, devendo ser gradativamente suprimidos conforme cessem as causas de sua criação. De competência da União, que os institui mediante lei ordinária, os impostos extraordinários de guerra não se submetem ao princípio do non bis in idem tributário, podendo ter fato gerador idêntico ao de outros impostos já instituídos. Não se subsomem, ainda, ao princípio da anterioridade, quer anual, quer nonagesimal, podendo ser cobrados do contribuinte tão logo entre em vigor a lei que os instituiu. Embora constitucionalmente previstos, não há registros da instituição destes impostos durante a ordem constitucional vigente.